# Битва под Аустерлицем
Би́тва при А́устерли́це (фр. Bataille d'Austerlitz) — решающее сражение наполеоновской армии против армий третьей антифранцузской коалиции, произошедшее 20 ноября (2 декабря) 1805 год у Аустерлица (совр. Славков-у-Брна) в Моравии. Вошло в историю как «битва трёх императоров», поскольку против армии императора Наполеона I сражались армии императоров австрийского Франца II и русского Александра I. Сражение закончилось разгромом союзных армий.
Наряду c битвой при Гавгамелах и битвой при Каннах вошло в историю как пример решительной победы над численно превосходящим противником.

## Силы и планы сторон
Союзная армия насчитывала около 85 тыс. человек (60-тысячная армия русских, 25-тысячная австрийская армия с 278 орудиями) под общим командованием генерала М. И. Кутузова. Армия Наполеона насчитывала 73,5 тыс. человек. Демонстрацией превосходящих сил Наполеон опасался спугнуть союзников. Кроме того, предвидя развитие событий, он считал, что и данных сил будет достаточно для победы. Ночью 2 декабря 1805 года союзные войска изготовились к бою в следующем порядке.
Три первые русские колонны генерал-лейтенантов Д. С. Дохтурова, А. Ф. Ланжерона и И. Я. Пржибышевского составляли левое крыло под общим командованием генерала от инфантерии Ф. Ф. Буксгевдена; 4-я русско-австрийская колонна генерал-лейтенантов И. К. Коловрата и М. А. Милорадовича — центр, непосредственно подчинённый Кутузову. 5-я колонна генерал-лейтенанта П. И. Багратиона (13 тысяч чел.) и австрийского князя Иоганна Лихтенштейна (4600 чел.) составляла правое крыло, которым командовал Багратион. Гвардейский резерв располагался за 4-й колонной (3500 чел.) и им командовал Великий Князь Константин Павлович. Австрийский и русский императоры находились при 4-й колонне. План сражения, предложенный австрийским генералом Вейротером, состоял в обходе французской армии левым крылом, на котором находилось до половины всей союзной армии. Численность французской армии Вейротер определял не более чем в 40—50 тыс. человек. Он крайне низко отзывался о полководческих качествах Наполеона и не предусматривал каких-либо ответных действий с его стороны. Кутузов, не согласный с планом Вейротера, не предлагал и собственного плана наступления, будучи хорошо осведомлённым о численности французской армии, преследовавшей его.

## Ход сражения

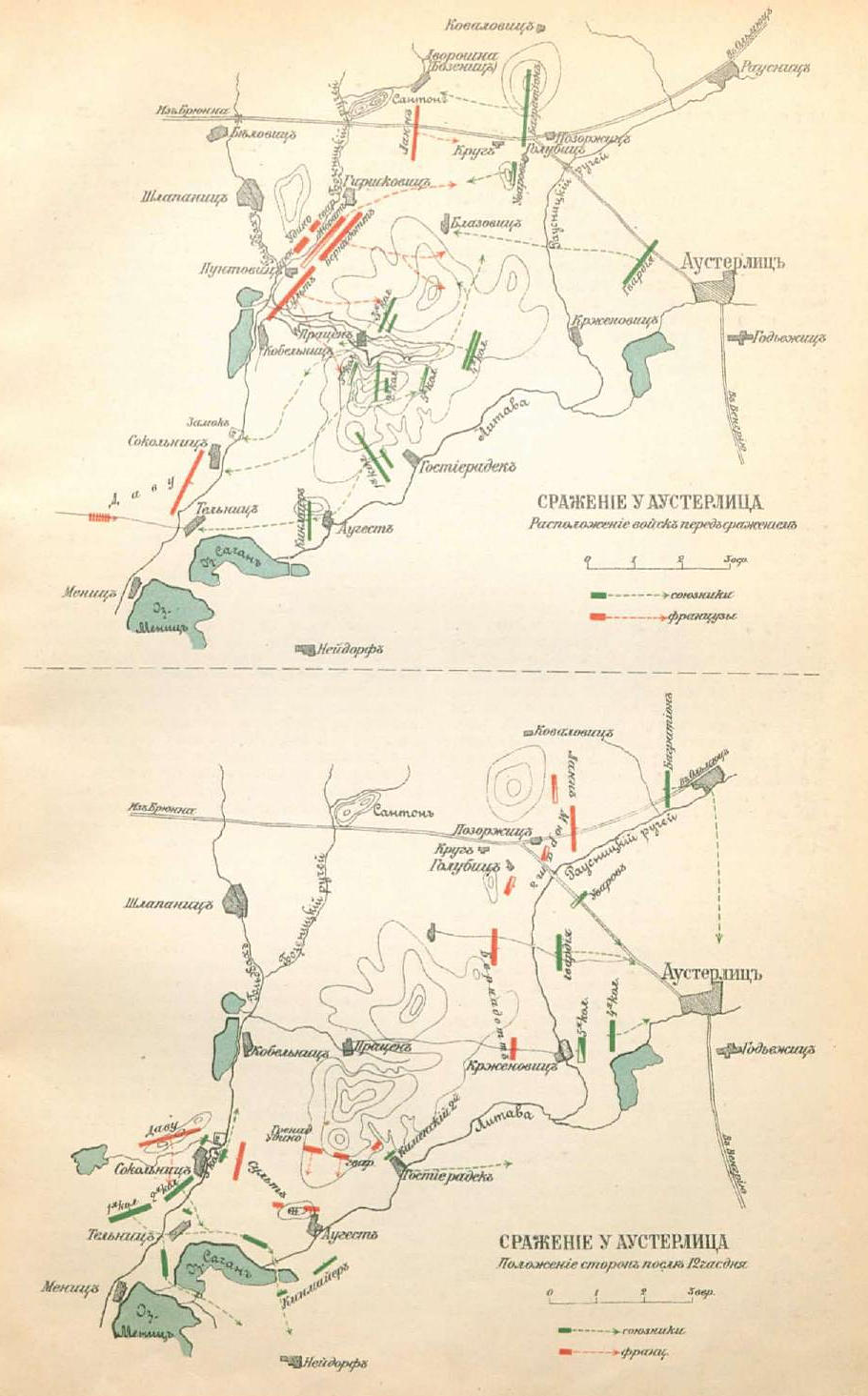
Карта сражения

Наполеон был осведомлён о том, что фактическое командование союзной армией принадлежит не Кутузову, а Александру, склонному принимать планы австрийских генералов. Начавшая наступление союзная армия попала в ловушку, расставленную Наполеоном. Он угадал, что австрийское командование будет стремиться отрезать его от дороги к Вене и от Дуная, чтобы окружить или загнать к северу, в горы и для этого предпримет широкое обходное движение левым крылом против правого фланга французской армии. При этом фронт союзной армии должен будет неминуемо растянуться.
Наполеон сконцентрировал войска в центре, против Праценских высот, создавая у австрийского командования видимость возможности быстрого окружения своей армии, и одновременно изготовив свои войска для стремительного удара по центру противников.
Наступление французских войск на Праценские высоты началось в 9-м часу утра, когда левое крыло союзников, ещё в сумерках начавшее фланговое движение, по мнению Наполеона, достаточно отдалилось от центра. Малочисленный центр русской армии не имел другого выхода, как отступить под натиском главных сил французской армии (на Праценские высоты было направлено свыше 50 тыс. человек). После занятия Праценских высот Наполеон направил удар главных сил на левое крыло союзников, которое оказалось охвачено с фронта и тыла. Только тогда командующий левым крылом союзников Ф. Буксгевден, увидев общую картину сражения, начал отступление. Часть его войск была отброшена к прудам и была вынуждена отступать по замёрзшему льду. Как показали позднейшие исследования французских историков, при этом отступлении утонуло в прудах и погибло от огня артиллерии от 800 до 1000 человек, тогда как Наполеон в победном бюллетене говорил о 20 тыс. утонувших. Правое крыло союзной армии под командованием Багратиона, оказывавшее жёсткое сопротивление, отступило после того, как Наполеон направил против него кавалерию Мюрата. Императоры Александр и Франц бежали с поля боя ещё задолго до окончания сражения. Раненый Кутузов едва спасся от плена.
К вечеру 2 декабря стороны могли подводить итоги, главным из которых можно считать тот, что третья коалиция распалась. Русская армия впервые со времён Петра Великого проиграла генеральное сражение. Победоносный кураж русского императора сменился полным отчаянием. «Смятение, охватившее союзный олимп, было так велико, что вся свита Александра I рассеялась в разные стороны и присоединилась к нему только ночью и даже наутро. В первые же часы после катастрофы царь скакал несколько вёрст лишь с врачом, берейтором, конюшим и двумя лейб-гусарами, а когда при нём остался лейб-гусар, царь, по словам гусара, слез с лошади, сел под деревом и заплакал». При государе в начале Аустерлицкого сражения находился А. А. Аракчеев.

## Итоги и значение Аустерлица

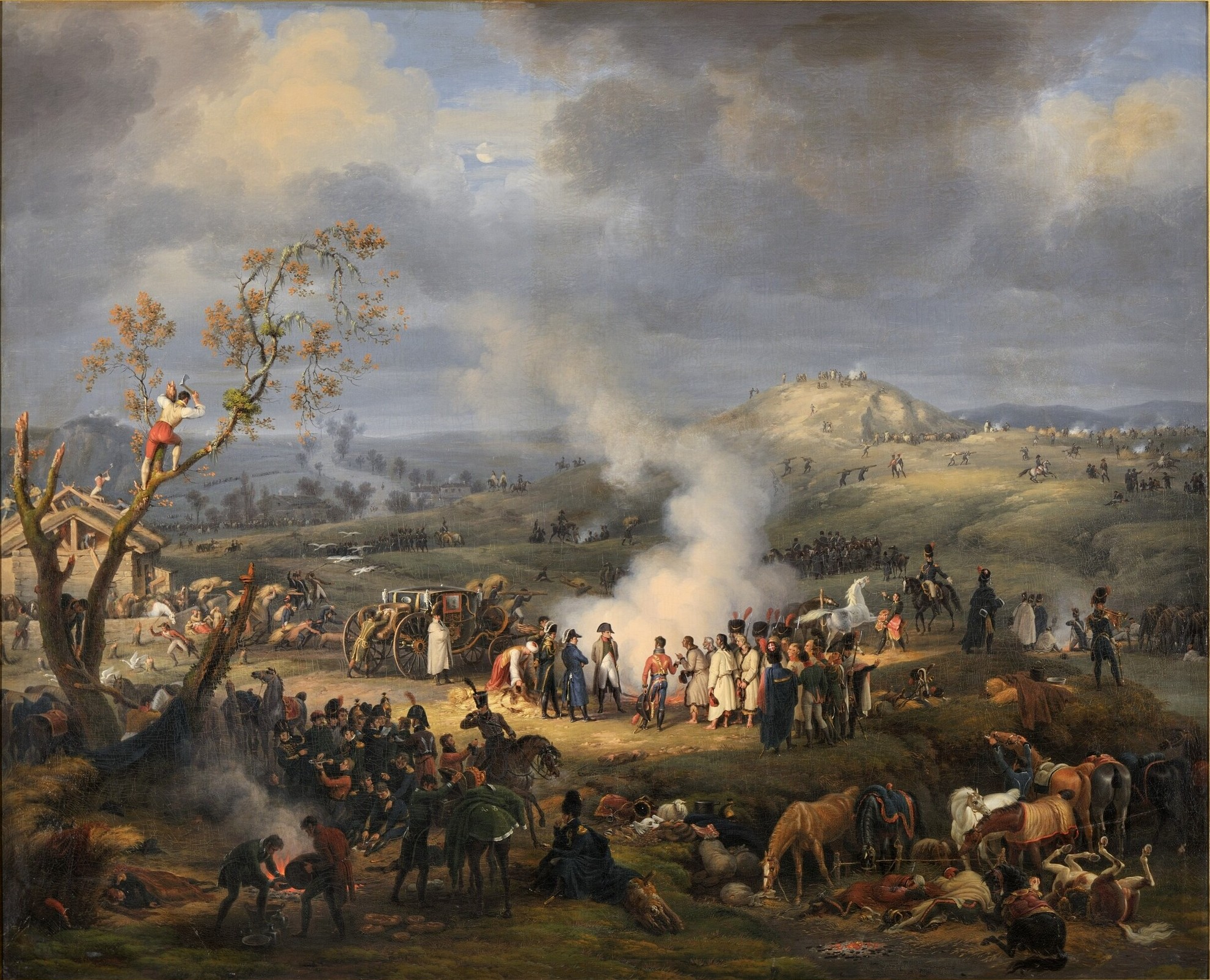
Битва под Аустерлицем. Луи-Франсуа Лежён.

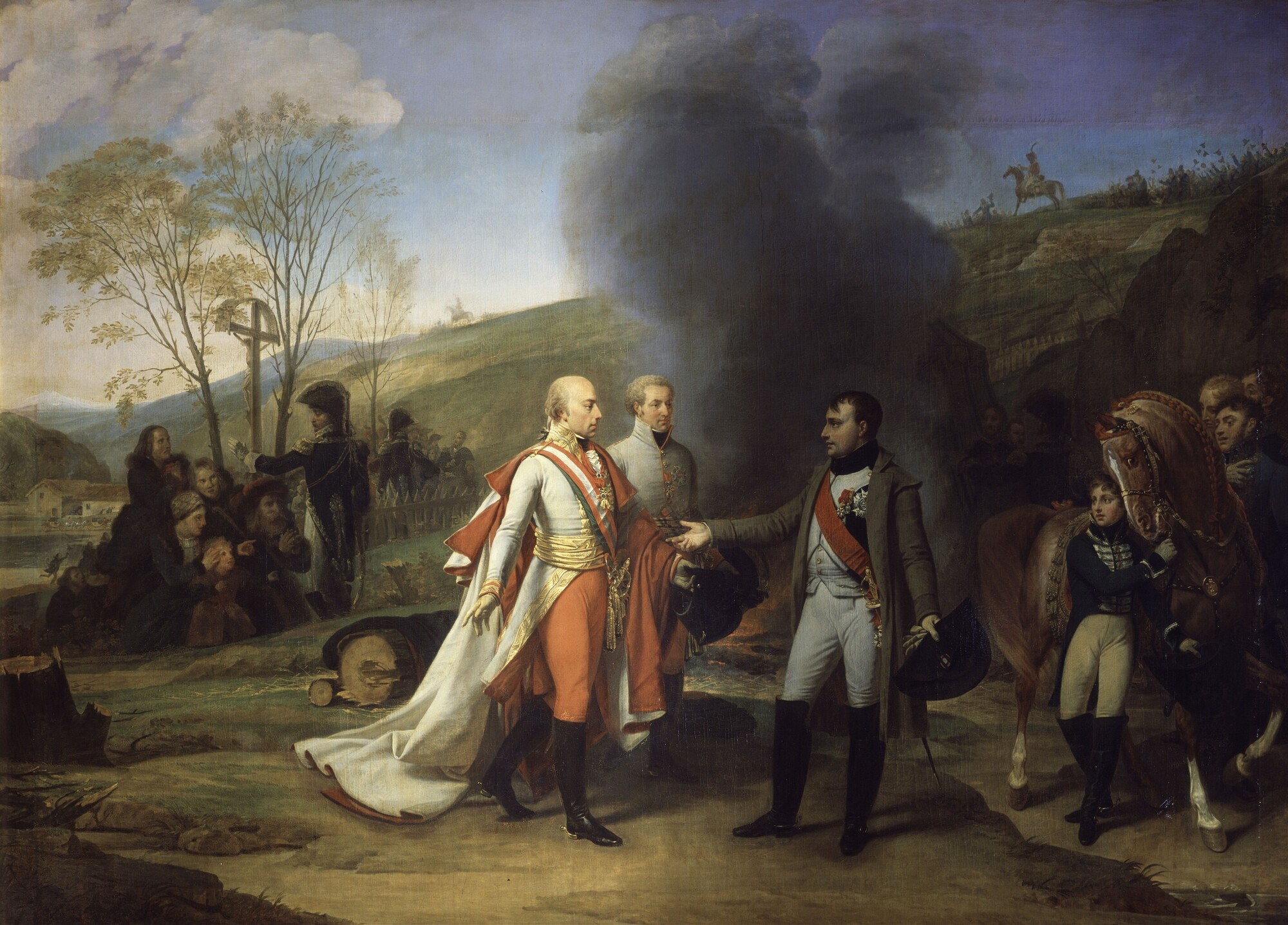
Встреча Наполеона и Франца II после Аустерлицкого сражения. Гро (1812)

Союзные войска потеряли до 35 тысяч человек. Из них в плен было взято 11—20 тысяч. Михайловский-Данилевский оценивает потери в 27 тысяч человек, причём большая часть, 21 тысяча — русские. Британский историк Дэвид Чандлер оценивает потери русско-австрийской армии в 27 тысяч человек, из которых 12 тысяч пленные. Потеряно, согласно его данным, 180 пушек, 50 знамён и штандартов. Французские потери он оценивает в 1305 человек убитыми, 6940 раненными, 573 пленными. Российский историк О. В. Соколов доводит число убитых и умерших от ран до 1800—1900 человек. Таким образом, убитыми, ранеными и пропавшими без вести потери Великой Армии составили 9—9,5 тысяч человек. Русские войска потеряли, по подсчётам Соколова, 25—28 тысяч человек, а австрийцы — около 6 тысяч. Таким образом, совокупные потери союзников при Аустерлице составили 30—35 тысяч человек. Кроме этого, французы захватили 160 русских и 37 австрийских пушек, около 300 зарядных ящиков и фур.
После этой битвы австрийский император Франц заявил Александру, что продолжать борьбу бессмысленно. Результатом сражения стал выход из войны Австрии и распад Третьей антифранцузской коалиции европейских держав. Россия продолжала войну с Францией в составе Четвёртой коалиции, где против Франции также выступила Пруссия.
Поражение под Аустерлицем произвело большое впечатление на русскую общественность, считавшую русскую армию непобедимой со времён Нарвского сражения, однако не стало причиной упадка духа в русской армии и народе.
Сражение при Аустерлице в популярной исторической литературе часто рассматривается как пример сражения, приведшего к полному разгрому противника. На самом деле это сражение, безусловно, одно из самых выдающихся, проведённых Наполеоном, не привело к этому, и основная часть русских войск под натиском и обстрелом сумела отступить организованно, забрав с собой четверть артиллерии, и составила основу войск, сражавшихся при Прейсиш-Эйлау. Французы же, одержав победу, оказались в не очень выгодном положении для преследования и развития успеха против отступающего, но всё ещё многочисленного и ожесточённого противника.
Наиболее тяжёлое поражение союзники потерпели на левом крыле, однако после переправы через Зачанские пруды, наибольшая глубина которых доходила по грудь, чаще по колено либо по пояс, воздействие на них со стороны французских войск закончилось, ибо последние не двинулись преследовать союзников на противоположный берег. Таким образом, в Аустерлицком сражении, в отличие от битвы при Каннах, при Треббии в 1799 году, а также при Ватерлоо, — не было достигнуто уничтожения основной массы войск противника. Однако Аустерлицкое сражение всё же является выдающимся примером военного искусства. Оно характерно достижением полной победы путём единственного простого манёвра, осуществлённого в безошибочно выбранный момент времени, хотя не в меньшей мере — и бездарностью командования союзной армии.
Военный историк Ханс Дельбрюк, отмечая, что данное сражение для военной стратегии «имеет существенное значение как по своей компоновке, так и по своему развитию», писал:

Наибольшее же может быть достигнуто, когда полководец в надлежащий момент и в надлежащем пункте от хорошей обороны переходит к контрудару. Как мы видели, классический пример оборонительно-наступательного сражения представляет Марафон; Аустерлиц может служить современным его повторением.

## Память о сражении

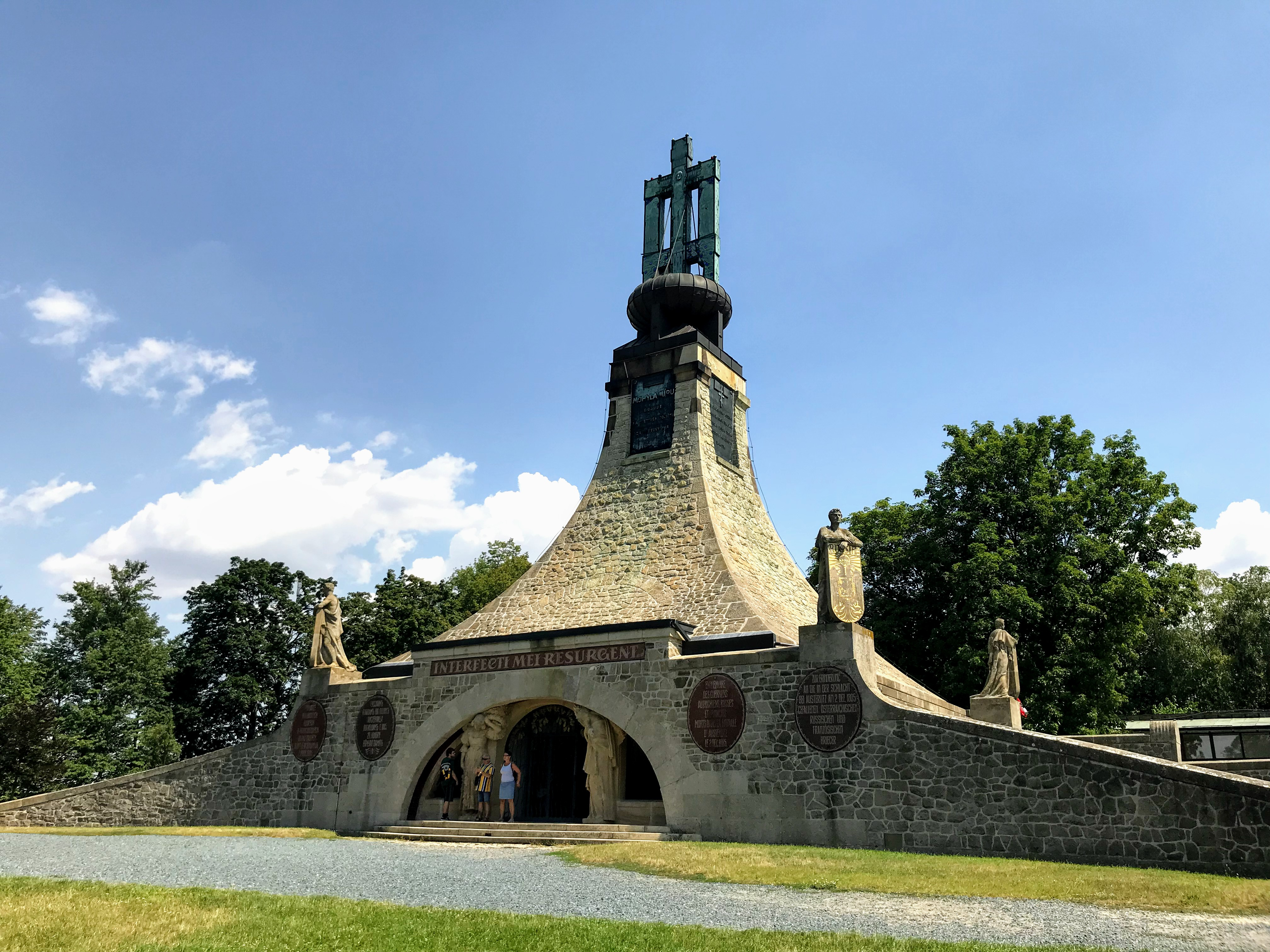
Мемориал «Курган мира» у села Праце на месте сражения под Аустерлицем на Пратецких высотах

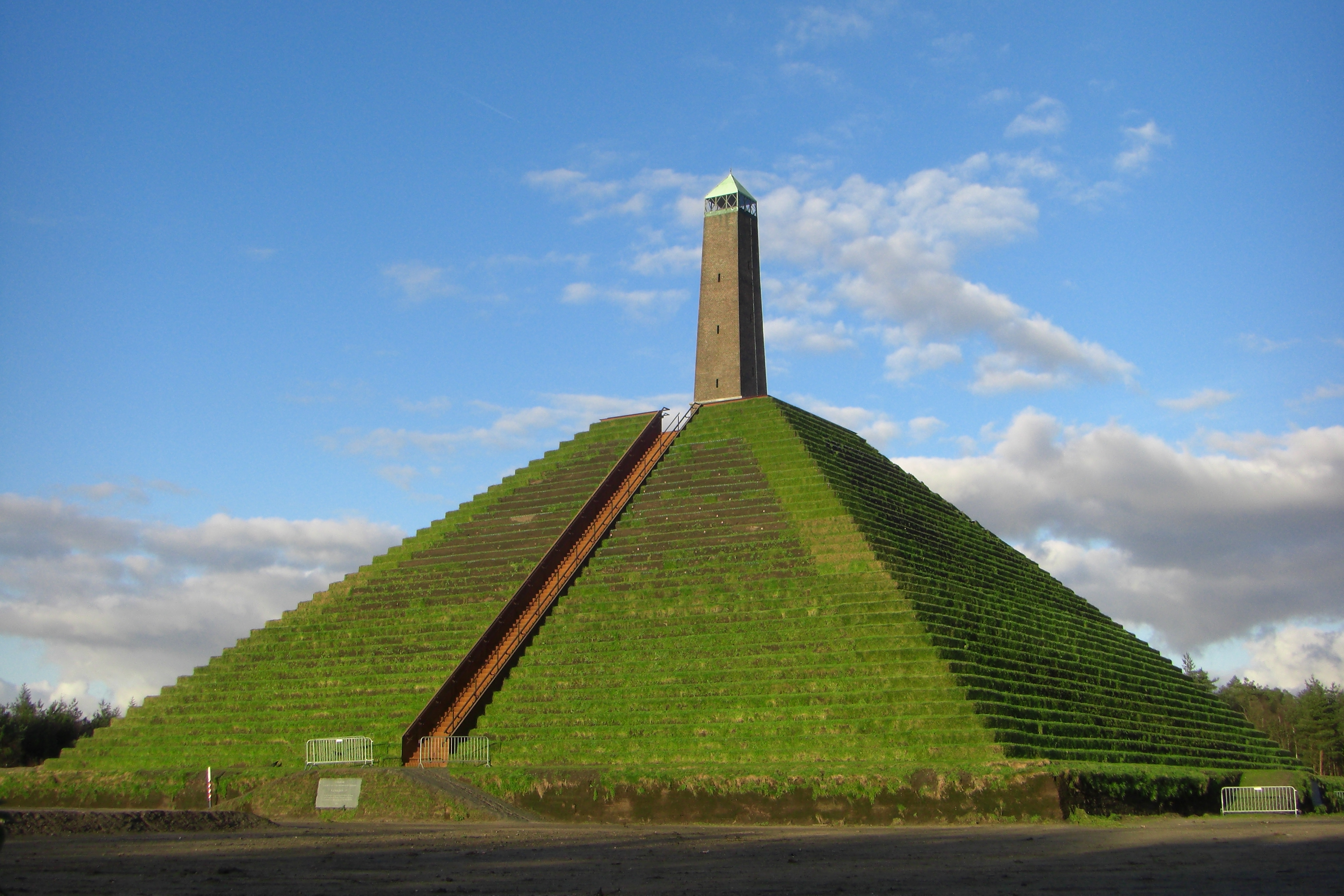
Аустерлицкая пирамида установлена в 1804 году в Нидерландах

На месте сражения в 1910 г. установлен мемориал Курган Мира в виде обелиска со сводчатой капеллой в основании, где захоронены останки солдат, найденные на поле боя. Рядом расположен музей, где представлены образцы военной формы и вооружения всех стран-участниц, в том числе и России.
Долгое время в 1960—1970-е годы из Франции приезжал «наполеонист» в исторической форме Норбер Брассине, арендовал верховую лошадь и при помощи местного католического священника совершал мессу в память о погибших солдатах. В настоящее время каждый год устраивается военно-историческая реконструкция сражения.
В честь победы Наполеона под Аустерлицем в Париже названы вокзал и мост.
Аустерлицким сражением заканчивается первый том «Войны и мира» Льва Толстого.